# Paul Weitz
Paul Weitz, född 1965, är en amerikansk manusförfattare. Han är storebror till Chris Weitz.

## Filmografi (i urval)
- 1999 – American Pie
- 2002 – Om en pojke